# Pont-de-Chéruy
Pont-de-Chéruy là một xã thuộc tỉnh Isère trong vùng Rhône-Alpes đông nam nước Pháp. Xã này nằm ở khu vực có độ cao từ 196-236 mét trên mực nước biển. Theo điều tra dân số năm 2006 của INSEE có dân số là 4778 người.
Sông Bourbre chảy theo hướng bắc qua giữa thị trấn.